# لرينك غالجوتشي
لرينك غالجوتشي (من مواليد 24 سبتمبر 1911 تاريخ الوفاة غير معروف) هو لاعب كرة يد مجري. شارك في الألعاب الأولمبية الصيفية لعام 1936 .
كان جزءًا من فريق كرة اليد المجري، الذي احتل المركز الرابع في البطولة الأولمبية. لعب ثلاث مباريات.

## روابط خارجية
- لرينك غالجوتشي على موقع أوليمبيديا (الإنجليزية)